# سمير بكريتش
سمير بكريتش مواليد 20 أكتوبر 1985 في توزلا، جمهورية يوغوسلافيا الاشتراكية الاتحادية، هو لاعب كرة قدم بوسني. يلعب كلاعب وسط. مثّل منتخب البوسنة والهرسك لكرة القدم.

## مسيرته الكروية

### البداية المبكرة
بدأ بكريتش مسيرته المهنية عام 2003 بعد أن انضم إلى جرادينا. مكث في جرادينا حتى عام 2006.
لعب سمير بكريتش خلال مسيرته الاحترافية مع 8 أندية في ثمانية عشر موسمًا وسجل خلالها 56 هدفًا ضمن 303 مباراة. حيث فاز في موسمين بالكأس وفي أربعة مواسم بالدوري.
خاض سمير بكريتش مسيرته مع نادي جيلييزنيتشار ساراييفو في موسم 2006–07 في المرة الأولى لمدة موسم واحد ثم في موسم 2011–12 ليلعب معه خمسة مواسم ثم في موسم 2015–16 واستمر معه طيلة ثلاثة مواسم، مشاركًا طوالها في 158 مباراة سجل خلالها 37 هدفًا. ثم انتقل إلى نادي إنتشون يونايتد ما بين عامي 2010 و2011 لمدة موسم واحد، حيث شارك في 16 مباراة سجل خلالها هدفين. لينتقل بعدها إلى نادي توبول ما بين عامي 2011 و2012 لمدة موسم واحد، مشاركًا في 29 مباراة سجل خلالها 6 أهداف. ثم انتقل إلى نادي فجر شهيد سباسي في موسم 2013–14 لمدة موسم واحد، مشاركًا في 13 مباراة سجل خلالها هدفين. هذا وانتقل لاحقًا إلى نادي بونيودكور في عامي 2014-2016 ولمدة موسمين، مشاركًا في 24 مباراة سجل خلالها هدفًا واحدًا. ثم انتقل بعدها إلى نادي زرينيسكي موستار في موسم 2017–18 ولمدة موسمين، مشاركًا في 29 مباراة سجل خلالها 3 أهداف. ليعود وينتقل من جديد، لكن هذه المرة إلى نادي سلوبودا توزلا في موسم 2019–20 لمدة موسم واحد، مشاركًا في 21 مباراة سجل خلالها 4 أهداف.

### جيلييزنيتشار
في كانون الثاني (يناير) 2007، انضم بكريش إلى الجيزنيجر. في موسم 2009-10، كان بكريش من أفضل لاعبي جيلييزنيتشار، حيث سجل 15 هدفا. كما حصل على 13 تمريرة حاسمة. في ذلك الموسم فاز بالدوري البوسني الممتاز مع النادي.

### كوريا الجنوبية وكازاخستان
بعد فترة ناجحة في جيلييزنيتشار، قضى بكريتش فترات في كوريا الجنوبية مع إنتشون يونايتد وفي كازاخستان مع توبول.

### العودة إلى جيلييزنيتشار
في فبراير 2012 عاد بكريتش إلى تشيليزنيجار وفاز في نفس العام بلقب الدوري وكأس البوسنة. في عام 2013، فاز مرة أخرى بلقب الدوري مع جيزنجار. ترك بكريتش النادي في ذلك العام.

### إيران
في عام 2013 ذهب بكريتش إلى إيران وبقي هناك حتى عام 2014. أثناء وجوده هناك لعب لميس كرمان وفجر سباسي.

### بونيودكور
في يوليو 2014 انضم بكريتش إلى نادي بونيودكور في الدوري الأوزبكي الممتاز. لعب للنادي حتى أواخر عام 2015.

### العودة الثانية إلى جيلييزنيتشار
في 14 كانون الثاني (يناير) 2016 عاد بكريش للمرة الثانية إلى الجيزنيار ولعب في النادي حتى تركه في كانون الثاني 2018.

### زرينيسكي موستار
في 19 فبراير 2018 وقع بكريتش مع زرينيسكي موستار. في مايو 2018، فاز بالدوري مع زرينيسكي. في 20 يونيو 2019 غادر بكريتش زرينيسكي بعد انتهاء عقده مع النادي.

### سلوبودا توزلا
في 9 يوليو 2019 وقع بكريتش عقدًا لمدة عامين مع سلوبودا توزلا. ظهر لأول مرة رسميًا مع سلوبودا في 21 يوليو 2019، في الفوز 2-1 على أرضه ضد رادنيك بييلجينا. سجل بيكريتش هدفه الرسمي الأول مع سلوبودا في 17 أغسطس 2019، في تعادل خارج أرضه 2-2 أمام ناديه السابق جيلييزنيتشار. غادر النادي بعد انتهاء عقده في 22 يونيو 2020.

### العودة الثالثة إلى جيلييزنيتشار
بعد خمسة أيام من مغادرة سلوبودا في 27 يونيو 2020، عاد بكريتش إلى جيلييزنيتشار للمرة الثالثة ووقع عقدًا لمدة عام واحد مع النادي. لعب أول مباراة رسمية له منذ عودته في 1 أغسطس 2020، وهي مباراة في الدوري ضد فيليه موستار.
في 24 أغسطس 2020، تم التأكيد على أن بيكريتش، إلى جانب خمسة من زملائه الآخرين، ثبتت إصابتهم بـ مرض فيروس كورونا 2019 وسط وباء البوسنة والهرسك. بعد خمسة أيام فقط في 29 أغسطس جاءت نتيجة اختباره سلبية للفيروس.
شارك بكريتش في مباراته رقم 200 مع جيلييزنيتشار في 30 سبتمبر 2020، في مباراة في الكأس ضد فريق بودوشنوست بانوفيتشي. سجل هدفه الأول للنادي منذ عودته في مباراة بالدوري ضد مدينة توزلا في 5 أكتوبر 2020.
في 4 حزيران (يونيو) 2021، مدد بكريش عقده مع جيلييزنيتشار حتى يونيو 2022.

## المشاركة الدولية
ظهر لأول مرة مع البوسنة والهرسك في مباراة ودية في يونيو 2009 ضد أوزبكستان، حيث جاء كبديل متأخر عن فيليبور ديوريتش. ظل ظهوره الدولي الوحيد.

## الإحصائيات المهنية

### دولي
المصدر:
| البوسنة والهرسك | البوسنة والهرسك | البوسنة والهرسك |
| السنة           | الظهور          | الأهداف         |
| --------------- | --------------- | --------------- |
| 2009            | 1               | 0               |
| المجموع         | 1               | 0               |

## الإنجازات
جيلييزنيتشار
- الدوري البوسني الممتاز: 2009-10 و2011-12 و2012-13.
- كأس البوسنة: 2011-12.

زرينيسكي موستار
- الدوري البوسني الممتاز: 2017-18.

## روابط خارجية
- سمير بكريتش على فرق كرة القدم الوطنية.كوم
- سمير بكريتش  على سكروي